# Рыжков, Семён Мартынович
Семён Мартынович Рыжков (1874 — 1950) — учитель, депутат Государственной думы I созыва от Екатеринославской губернии.

## Биография
Из крестьян села Терновка Павлоградского уезда Екатеринославской губернии. Православного вероисповедания. Окончил городское училище, а затем мореходные классы. Служил шкипером на различных судах.

### Учитель

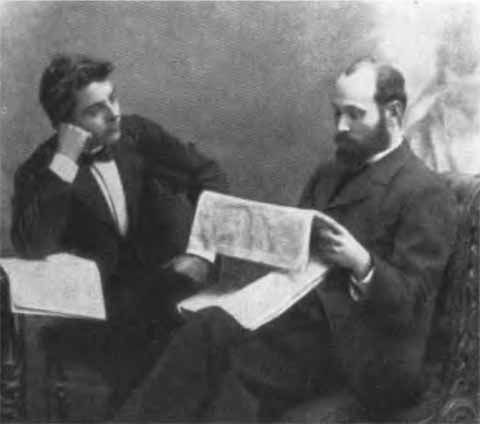
Ученик и учитель: Ворошилов и Рыжков. 1898—1901 гг.

Позднее работал народным учителем в Павлоградском и Славяносербском уездах.
Среди учеников Васильевской земской школы, где преподавал С. М. Рыжков, в 1893—1895 гг. был Климент Ворошилов. Биографы маршала утверждают, что этот учитель оказал на него решающее влияние. Версия эта восходит к воспоминаниям самого К. Е. Ворошилова:

Последний из них [учителей], С. М. Рыжков, оказался прекрасным учителем и воспитателем. Меня С. М. искренно полюбил, и я в семье учителя стал своим, близким. С. М. Рыжков, впоследствии член I Государств. Думы и второй секретарь её (трудовик), был умным, честным, жизнерадостным и с высокоразвитым общественным инстинктом человек. Учась в школе, 14—15-ти лет я начал под руководством С. М. читать классиков и книжки по естественно-научным вопросам и тогда же начал прозревать насчет религии.
В конце 1890-х Рыжков секретарь Общества учащих и учивших, оказывавшего помощь нуждающимся учителям. В 1898 полиция провела у Рыжкова обыск из-за его тесного контакта с большевиком Ворошиловым. В 1903 по распоряжению члена Совета министра внутренних дел генерала П. И. Томича в ходе ревизии последним Славяносербского уездного земства лишён права преподавания вместе ещё с 12 учителями уезда. Причина была в том, что одному из членов учительской кассы взаимопомощи были отправлены 80 рублей в Париж, что было расценено как акт поддержки революционного движения. В 1904 году после смерти В. К. Плеве был вновь принят на работу учителем. Организатор воскресной школы и кружков самообразования. Заведующий школой при заводах Гартмана в Луганске. Состоял председателем родительского комитета женской гимназии.

### Политик
По убеждениям беспартийный прогрессист, примыкал к Партии народной свободы.
16 апреля 1906 избран в Государственную думу I созыва от общего состава выборщиков Екатеринославского губернского избирательного собрания. Входил в Трудовую группу, член её Временного и постоянного комитетов. Товарищ секретаря Государственной думы. Секретарь комиссии по вопросам гражданского равенства. Член комиссий:
- комиссии по составлению адреса,
- комиссии об исследовании незакономерных действий должностных лиц
- финансовой комиссии.

Подписал заявление об образовании комиссии по расследованию преступлений должностных лиц. Выступал в ходе прений:
- по ответному адресу,
- об образовании местных аграрных комитетов,
- о гражданском равенстве,
- по Наказу
- о Белостокском погроме.

10 июля 1906 года в г. Выборге подписал «Выборгское воззвание» и осужден по ст. 129, ч. 1, п. п. 51 и 3 Уголовного уложения, приговорен к 3 месяцам тюрьмы и лишен права быть избранным.
Во время Первой мировой войны был настроен патриотично из-за этого порвал отношения с большевиком К. Ворошиловым. После Февральской революции секретарь Крестьянского союза в Луганске.

### Эмигрант
Во время Гражданской войны заведовал Николаевскими верфями.
В декабре 1919 года семья С. М. Рыжкова, состоявшая из девяти человек, перебралась на небольшой рыбачьей шхуне из Николаева в Одессу. Сын Рыжкова воевал в белой армии. Самого Семёна Мартыновича с семьей не было, видимо, он воссоединился с ней позже.
В 1923 году С. М. Рыжков в оргкомитете проходившего в Праге Съезда Деятелей Средней и Низшей Русской Школы за границей. Он сделал доклад «Чистописание, как предмет школьного преподавания». В 1933 году Семён Мартынович Рыжков обратился с письмом, отправленным опять же из Праги, в Русский заграничный исторический архив. В 1933 опубликовал в газете «Последние новости» мемуарный рассказ о встречах с К. Ворошиловым.
До самой пенсии заведовал библиотекой в русской гимназии.
По воспоминаниям К. Ворошилова, С. М. Рыжков умер, будучи членом Коммунистической партии Чехословакии, уже после Второй мировой войны в 1950 году.

## Семья
В семье 8 детей. Среди них:
- Дочь — Валентина, её крёстным был К. Е. Ворошилов, в эмиграции в Чехословакии, с 1948 года в США, замужем за американским архитектором Виктором Викторовичем Челищевым (5.05.1906—26.12.1997), сыном председателя Московской судебной палаты в 1917 году Виктора Николаевича Челищева (1870—1952)[8][13].

## Сочинения
- Рыжков С. Военморнарком Ворошилов // Последние новости. Париж, 1933. — № 4510, 4513, 4517.